# Keith Jarrett
Keith Jarrett (ur. 8 maja 1945 w Allentown) – amerykański pianista, klawesynista i kompozytor muzyki jazzowej i poważnej. Grał w zespole Milesa Davisa, a następnie rozpoczął karierę solową. Jego nagranie i kompozycja – The Köln Concert, jest najlepiej sprzedającą się solową płytą w historii jazzu. Laureat NEA Jazz Masters Award 2014.

## Życiorys
Urodził się 8 maja 1945 w Allentown w Pensylwanii. Naukę gry na fortepianie rozpoczął w wieku trzech lat. Swoje pierwsze kompozycje układał już trzy lata później. Muzyczne studia zaczął w Berklee College of Music w Bostonie. Miał wtedy piętnaście lat.
W 1966 dołączył do kwartetu Charlesa Lloyda, jednej z bardziej popularnych formacji międzynarodowej sceny jazzowej. W późnych latach 60. stworzył własne trio z Charliem Hadenem i Paulem Motianem, które w 1972 przerodziło się w kwartet dołączając do składu tenorowego saksofonistę Deweya Redmana. Grupa rozpadła się w 1976. W 1970 Jarrett rozpoczął współpracę z Milesem Davisem, w którego składzie grał wraz z Herbie Hancockiem na instrumentach elektrycznych. Współpraca miała dla Jarretta charakter epizodu – po jej zakończeniu Jarrett wybrał tradycyjny fortepian jako instrument gwarantujący mu pełnię wyrazu.
W latach 90. u Jarretta zdiagnozowano zespół chronicznego zmęczenia, które objawia się ciągłym zmęczeniem mięśni. Przez ponad rok nie ruszał się z łóżka. Choroba była tak obezwładniająca, że nie starczało mu sił na rozmowę trwającą ponad 3 minuty. Powoli pokonując chorobę potrafił grać po 10-15 minut, co zaowocowało dziełem The Melody At Night With You (1999). W 2009 nakładem ECM ukazał się trzypłytowy koncertowy album Testament z nagraniami koncertów w Londynie i Paryżu.

## Twórczość solo
Poza graniem w zespole, Jarrett występuje również solo. W 1971 wydał solową płytę Facing You, która była zapowiedzią solowych koncertów. Jeden z nich został nagrany w 1975 roku i opatrzony tytułem The Köln Concert. To jedna z najważniejszych płyt w historii jazzu. Wiele jego koncertów można nazwać mianem „performance”. Jarrett jest bowiem mistrzem improwizacji. Na jednym ze swych solowych koncertów, siedział przez kilka minut przy fortepianie w ciszy. Gdy publiczności zaczynało się robić nieswojo, ktoś krzyknął: „Es-dur!”. Jarrett odpowiedział: „Dziękuję!”, i szybko zaczął w tej tonacji improwizować.

### The Köln Concert
Płyta ta to zapis solowego koncertu, który miał miejsce w 1975 w Kolonii.
Na początku nagrania słychać bardzo ciche śmiechy wśród publiczności – improwizacja rozpoczyna się kurantem zegara kolońskiego ratusza.
1. Part I – 26:02
2. Part II A – 14:55
3. Part II B – 18:14
4. Part II C – 6:57

## Kwartet Europejski
W latach 70. Keith Jarrett występował i nagrywał wspólnie z saksofonistą Janem Garbarkiem, basistą Palle Danielssonem oraz Jonem Cristensenem w tzw. Kwartecie Europejskim. Nagrał z nimi następujące płyty:
- Belonging (1974; nagranie studyjne)
- My Song (1977; nagranie studyjne)
- Personal Mountains (1979; wydana w 1989, nagranie koncertowe)
- Nude Ants (1979; nagranie koncertowe)
- Sleeper – Tokyo, April 16, 1979 (1979; wydana w 2012, nagranie koncertowe)

## Trio
Od 1983 Keith Jarrett współpracuje z basistą Garym Peacockiem i perkusistą Jackiem DeJohnette’em. Nagrali wiele płyt – głównie wersji koncertowych.
- Changes (styczeń 1983; nagranie studyjne)
- Standards, Vol. 1 (styczeń 1983; nagranie studyjne)
- Standards, Vol. 2 (styczeń 1983; nagranie studyjne)
- Standards Live (lipiec 1985; nagranie koncertowe)
- Still Live (lipiec 1986 ; nagranie koncertowe)
- Changeless (październik 1987; nagranie koncertowe)
- Standards in Norway (październik 1989; nagranie koncertowe)
- Tribute (październik 1989; nagranie koncertowe)
- The Cure (kwiecień 1990; nagranie koncertowe)
- Bye Bye Blackbird (październik 1991; nagranie koncertowe) nagranie poświęcone niedawno zmarłemu Milesowi Davisowi
- Keith Jarrett at the Blue Note (czerwiec 1994; nagranie koncertowe) 6 płyt
- Tokyo '96 (marzec 1996; nagranie koncertowe)
- Whisper Not – Live in Paris 1999 (lipiec 1999; nagranie koncertowe)
- Inside Out (lipiec 2000; nagranie koncertowe)
- Always Let Me Go (kwiecień 2001; nagranie koncertowe)
- The Out-of-Towners (lipiec 2001; nagranie koncertowe)
- Up for It – Live in Juan-les-Pins, July 2002 (lipiec 2002; nagranie koncertowe)
- My Foolish Heart – Live in Montreux (lipiec 2001; nagranie koncertowe)
- Keith Jarrett Trio – New York Sessions (styczeń 1983, nagranie studyjne)
- Yesterdays (kwiecień 2001; nagranie koncertowe)